# Aston Martin DB4 GT Zagato Continuation
La DB4 GT Zagato Continuation est une automobile de Grand Tourisme produite par le constructeur automobile britannique Aston Martin en 2019, et limitée à 19 exemplaires. Elle est une réédition du modèle de 1960 et célèbre les 100 ans du carrossier italien Zagato. Elle n'est pas homologuée pour la route.

## Présentation
La « Continuation » de l'Aston Martin DB4 GT Zagato est présentée le 15 juin 2019 au Mans lors de l'édition des 24 Heures du Mans 2019. Cette  DB4 GT Zagato Continuation est une réédition fidèle du modèle produit de 1960 à 1963 à 19 exemplaires, et elle célèbre le centenaire du carrossier italien Zagato. Elle revêt une teinte de carrosserie rouge Rosso Maja, comme le premier exemplaire de la DB4 GT Zagato de 1960.
Elle est commercialisée à partir du 3 juillet 2019 au tarif de 6,75 millions d’euros hors taxes, comprenant la livraison d'une Aston Martin DB4 GT Zagato Continuation et d'une Aston Martin DBS GT Zagato, basée sur la récente Aston Martin  DBS Superleggera, produite elle aussi à 19 exemplaires ! Ces véhicules font partie de la DBZ Centenary Collection.
La DB4 GT Zagato Continuation est le second modèle de la gamme Continuation d'Aston Martin, gamme de réédition de modèles historiques de la marque, après l'Aston Martin Goldfinger DB5 Continuation.
L'Aston Martin DB4 GT Zagato Continuation est présentée au Concours d'Élégance du Chantilly Arts & Elegance le 30 juin 2019.

## Caractéristiques techniques
La carrosserie de la DB4 Continuation est en aluminium, façonnée à la main, posée sur un cadre tubulaire léger et montée sur un châssis optimisé pour la course. Elle est entièrement construite dans l'usine historique de Newport Pagnell comme la version des Sixties.
La Continuation se différencie de l'originale par quelques adaptations techniques modernes dont ses sièges de course à structure en fibre de carbone, son arceau-cage de sécurité approuvé par la FIA (normes actuelles) et son moteur réalésé.

### Motorisation
L'Aston Martin DB4 GT Zagato Continuation est motorisée par un six cylindres 4,7 litres de 390 ch, contre 3,7 litres et 300 ch pour son aïeule, accouplé à une transmission manuelle à quatre rapports, et doté d'un différentiel à glissement limité.